# EC broj (hemija)
Ovaj članak opisuje sistem evropske komisije za numerisanje hemikalija. Za broj enzimske komisije, vidite klasifikacija enzima.
EC broj (broj evropske komisije, EC-No i EC#) je sedmocifreni kod koji se dodeljuje hemijskoj supstanci koja je komercijalno dostupna unutar Evropske unije. Ovaj broj je zvanični identifikator supstance u Evropskoj uniji.
Lista supstanci koje imaju EC broj se naziva EC inventar. EC inventar obuhvata supstance u sledećim kategorijama:
- Evropski inventar postojećih komercijalnih hemijskih supstanci,

Ovo su supstance, osim polimera, koje su bile komercijalno dostupne u EU od 1 januara 1971 do 18 septembra 1981. One se smatraju registrovanim pod članom 8(1) direktive 67/548/EEC
Identifikacioni broj ovih supstanci se naziva  broj.
- Evropska lista prijavljenih hemijskih supstanci,

Ovo su supstance koje su postale komercijalno dostupne nakon 18 septembra 1981
Identifikacioni broj ovih supstanci se naziva  broj.
- NLP-lista, supstance „koje nisu više polimeri“

Definicija polimera je promenjena aprila 1992. Rezultat toga je da niz supstanci koje su ranije smatrane polimerima nisu više isključene iz regulacije.
Identifikacioni broj tih supstanci se naziva NLP broj.